# 강신국
강신국(姜信國, 1923년 6월 7일~2011년 4월 21일)은 대한민국의 독립운동가이다.

## 생애
1923년 6월 7일 평안북도 구성에서 출생.
1940년 한국광복군이 창단되자 만주로 건너갔고, 1944년에는 한국광복군 제 3지대에 입단하였다. 이 후 중국 부양 한국광복군 제3지대병영에서 분대장으로 활동하였다.
1945년 광복 후에는 개봉지구특파단에서 소대장으로 진급해 중국 각지의 광복군 대원들의 귀국을 도왔다.
1946년 귀국하였으나 미군정 치하에서 그 공로를 인정받지 못한다.
1963년 애국지사로 추서받아 표창장을 수여받았으며 1990년 문민정부에 들어서 애족장을 수여받았다.
이 후 한국광복회에서 이사로 활동하였으며, 보국애민정신 설파를 위한 활동에 전념하였다.
2011년 4월 21일 부산 보훈병원에서 사망하였다.

## 주요활동
- 1944년 6월 광복군 제3지대 입단
- 1945년 2월 화북지구 지하공작대원으로 활동
- 1945년 6월 립욱특수훈련단 무전반에서 활동
- 1945년 8월 해방후에 개봉지구특파단 단원으로 활동